# Grasseiana calorai
Grasseiana calorai är en stekelart som beskrevs av Wiebes 1974. Grasseiana calorai ingår i släktet Grasseiana och familjen fikonsteklar.
Artens utbredningsområde är Filippinerna. Inga underarter finns listade i Catalogue of Life.